# Amélie Robins
Amélie Robins, née à Noisy-le-Grand  (Seine-Saint-Denis), est une soprano lyrique colorature française.

## Biographie
Amélie Robinsa grandi à Montfermeil. Elle vit désormais dans le Var.
Lorsqu'elle est âgée de 12 ans, sa professeure de musique, une ancienne chanteuse lyrique devenue enseignante d'éducation musicale, décèle le potentiel de sa voix. Lycéenne, elle chantait tant le répertoire classique que du pop rock.
Sa rencontre avec Raymond Duffaut qui a dirigé les Chorégies d’Orange de 1981 à 2016, a été déterminante pour sa carrière. Remarquée très tôt par Leontina Vaduva et Ruggero Raimondi, elle obtient son diplôme d'études musicales de Chant à l'unanimité et avec les félicitations du jury au Conservatoire à rayonnement départemental d’Aulnay-sous-bois.
Elle est finaliste du Concours Nei Stemmen au Luxembourg et lauréate du concours Armel Opera 2014, qui lui permettent d’interpréter Susanna des Noces de Figaro au Luxembourg, en Roumanie et en Hongrie (retransmis en direct sur ArteWeb). Elle remporte également le Prix d'Interprétation d'un air de Bel Canto Français à l’International competition V. Bellini à l'Opéra de Marseille en 2016, ainsi que la Médaille d’or avec haute distinction et un album numérique au Vienna International Competition 2021.
Elle approfondit actuellement sa technique avec la soprano Anna Maria Panzarella.
Les saisons dernières, (entre autres) Les saisons dernières, elle chantait notamment Despina dans Cosi fan Tutte à l'Opéra de Massy puis de Reims, Die Aufseherin et Die Vertraute dans Elektra à la Philharmonie de Paris (direction de Mikko Franck, avec Nina Stemme et Waltraud Meier). Elle a également chanté Susanna dans Le Nozze di Figaro au Festival de Saint-Céré et pour 20 dates en tournée, Lisa dans Le Pays du Sourire de Lehar à l'Opéra Grand Avignon, Musetta dans La Bohème de Puccini sous la baguette d'Alexandra Cravero, la Contessa Ceprano aux Chorégies d’Orange puis Gilda dans Rigoletto à l’Opéra de Massy m.s. J-L Grinda (ainsi que pour une 15aine de dates pour différents Festivals Français). Également Eliza dans My fair Lady puis Ann Truelove dans The Rake's Progress de Stravinsky à l'Opéra de Nice, Eurydice dans Orphée aux enfers d'Offenbach à l’Opéra de Marseille puis de Reims.
Cette saison et parmi ses projets: Ninette dans l’Amour des trois oranges de Prokofiev à l’Opéra National de Lorraine, Marie Salomé et un Archange dans La Vierge de Massenet à l’Opéra de St Étienne, Blöndchen dans l’Enlèvement au Sérail à l’Opéra de Marseille, Valencienne dans la Veuve Joyeuse de Lehar puis Anna dans La Dame Blanche de Boieldieu à l’Opéra de Nice, Adina dans l’Elisir d’Amore pour 2 tournées d’été avec les Chorégies d’Orange, Gilda dans Rigoletto pour une croisière musicale avec Alain Duault, ainsi qu’un concert « Folies 1890 » avec les Frivolités Parisiennes en direct sur France Musique.
Elle est régulièrement invitée à participer à des émissions de télévision, notamment "La Folie Offenbach" enregistrée aux Folies Bergère, et "Musiques en fête" aux Chorégies d’Orange. En 2020 elle y interprète (entre autres) en compagnie de Florian Sempey, Bella Adina de L'Élixir d’amour où ils mettent en scène les gestes barrières avec masques et gel hydroalcoolique.

## Distinctions
- 2014 : Lauréate Armel Opera Competition.
- 2016 : Prix d'Interprétation d'un air de Bel canto français lors du Concours International Bellini à l'Opéra de Marseille[3].
- 2020: Médaille d’or avec haute distinction + un album numérique au Vienna International Competition 2021.